# Mattersburg (gemeente)
Mattersburg (Hongaars: Nagymarton) is een gemeente in de Oostenrijkse deelstaat Burgenland, gelegen in het district Mattersburg (MA). De gemeente heeft ongeveer 6300 inwoners.
De plaats behoorde net als de rest van de deelstaat Burgenland tot 1920 tot Hongarije. In het Hongaars is de naam Nagymarton, het nabijgelegen Eisenstadt is in het Hongaars: Kismarton.

## Geografie
Mattersburg heeft een oppervlakte van 28,2 km². Het ligt in het uiterste oosten van het land.

## Sport
Met SV Mattersburg beschikt de gemeente over één professionele voetbalclub. De club speelt haar wedstrijden in het Pappelstadion.
Antau · Bad Sauerbrunn · Baumgarten · Draßburg · Forchtenstein · Hirm · Krensdorf · Loipersbach · Marz · Mattersburg · Neudörfl · Pöttelsdorf · Pöttsching · Rohrbach bei Mattersburg · Schattendorf · Sieggraben · Sigleß · Wiesen · Zemendorf-Stöttera
- Gemeinsame Normdatei: 4037995-4
- Library of Congress Control Number: n86091035
- MusicBrainz: d22d1498-a24c-4c38-b86b-2e009538c653
- Nationale Bibliotheek van Tsjechië: ge259401
- Nationale Bibliotheek van Israël: 987007562443705171
- Virtual International Authority File: 157189065